# 서울 승용차 없는 날
서울 승용차 없는 날은 세계 승용차 없는 날과 뜻을 함께하며 자동차 위주의 교통문화로 인한 대기오염, 교통 혼잡 및 고유가 에너지 문제의 심각성을 시민과 함께 공유, 승용차 이용을 줄여나가기 위해 마련된 시민실천의 날로 서울특별시에서 서울 차 없는 날로 2007년부터 공식 제정 및 시행되어 왔으며, 2010년부터는 서울 승용차 없는 날로 변경, 오는 11월 12일 개최하기로 예정되어 있다.
전 세계적으로 지구 온난화에 대응하고 대기질을 개선시키는 문제는 도시 정책의 중요한 의제가 되어 현재 지구촌 곳곳의 환경 선진도시들은 교통량을 줄여 대기질을 개선하기 위하여 많은 노력을 하고 있다.
그 일환으로 1997년 프랑스의 항구도시 “라로쉐”에서 시작한 '세계 차 없는 날'은 도심에서는 자가용을 타지 맙시다(In town without my car)라는 캐치프레이즈로 매년 9월 22일에 행사를 개최하고 있으며, 유럽에서는 “차 없는 주간”으로 발전중인 세계적인 행사이다. 2008년도에는 대한민국 수도 서울을 포함한 39개국 2,102개 도시에서 참여하였다.
서울 차 없는 날 행사는 서울 전역 자동차 이용 자제, 4대문안 진입자제, 차없는 거리 진입 통제의 3단계 프로그램으로 운영된다.
종로와 강남지역에 2곳을 차 없는 거리로 지정 오전4시부터 오후6시까지 버스를 제외한 모든 차량이 통제된다. 대중교통의 경우, 첫차부터 오전9시까지 서울버스(시내, 마을, 광역), 지하철(수도권 전철 포함)을 무료로 이용할 수 있다. 이날 서울버스와 지하철을 이용하는 시민들은 교통카드를 찍을 필요없이 자유롭게 탑승하면 된다. 서울시 및 자치구와 그 산하기관의 모든 주차장 진입이 통제되고, 타 공공기관 및 민간기업체는 자유롭게 동참하고 있다. 또 자전거 퍼포먼스, 길거리 공연, 푸른잔디밭 등 다양한 문화 행사를 준비하여 시민 고객들이 쾌적한 거리를 직접 체험하도록 하고 있다.

## 2008 서울 차 없는 날
2008 서울 차 없는 날은 2008년 9월 22일에 열리며, 서울시는 이날 시 전역을 3단계 구역으로 나누어 서울시 전역에서 자동차 '이용 자제'를, 4대문 안으로는 자동차 '진입 자제'를 권고하며 차 없는 거리에는 자동차 자체를 통제한다. 이에 따라 새벽 4시부터 오후 6시까지 서울특별시 종로(세종로 사거리~흥인지문, 2.8km)와 청계천로(청계광장~청계3가, 1.3km)에 승용차 통행을 전면 금지했다.
또한 시민들의 활발한 참여와 교통 불편 최소화, 대중교통 활성화 유도를 위해 서울시는 당일 출근시간대 첫 차부터 오전 9시까지 모든 시민들에게 버스(시내·마을통카드를 찍지 않고도 자유롭게 탑승할 수 있다. 그러나 차 앞 번호판이 경기로 시작하는 경기버스는 무임승차가 되지 않는다.
더불어 서울시 및 자치구 산하 모든 공공기관의 주차장은 주차장 입구 차단기의 '9월22일(월) 서울 차 없는 날, 서울버스·지하철 무료탑승, 승용차는 두고 나오세요'라는 안내문과 함께 폐쇄되며, 서울시는 통제구간 일부 구간엔 잔디밭을 깔고 행사구간 전역에 다양한 문화행사와 환경에 관한 공연을 마련한다.

## 2009 서울 차 없는 날
2009 서울 차 없는 날은 2009년 9월 22일에 열리며, 서울시는 이날 시 전역을 3단계 구역으로 나누어 서울시 전역에서 자동차 '이용 자제'를, 4대문 안으로는 자동차 '진입 자제'를 권고하며 차 없는 거리에는 자동차 자체를 통제한다. 이에 따라 새벽 4시부터 오후 6시까지 서울특별시 종로(세종로 사거리~흥인지문, 2.8km)와 강남 테헤란로 (역삼역에서부터 삼성역까지 2.4km)에 승용차 통행을 전면 금지했다.
또한 시민들의 활발한 참여와 교통 불편 최소화, 대중교통 활성화 유도를 위해 서울시는 당일 출근시간대 첫 차부터 오전 9시까지 모든 시민들에게 버스(시내·마을·광역) 및 지하철(수도권전철 포함)도 무료로 운행한다. 이날 서울버스와 지하철을 이용하는 시민들은 교통카드를 찍지 않고도 자유롭게 탑승할 수 있다. 그러나 차 앞 번호판이 경기로 시작하는 경기버스는 무임승차가 되지 않는다.
더불어 서울시 및 자치구 산하 모든 공공기관의 주차장은 주차장 입구 차단기의 '9월22일(화) 서울 차 없는 날, 서울버스·지하철 무료탑승, 승용차는 두고 나오세요'라는 안내문과 함께 폐쇄되며, 서울시는 통제구간 일부 구간엔 잔디밭을 깔고 행사구간 전역에 다양한 문화행사와 환경에 관한 공연을 마련한다.

## 2010 서울 승용차 없는 날
2010 서울 승용차 없는 날은 예년과 동일하게 9월 22일에 열릴 예정이었으나, 추석 연휴와 겹치는 관계로 2010년 11월 12일로 변경되어 개최될 예정이다.